# Wola Małkowska
Wola Małkowska – dawny przystanek kolejki wąskotorowej w Woli Malkowskiej, w gminie Bogoria, w województwie świętokrzyskim.